# 小林伸二 (歴史学者)
小林 伸二（こばやし しんじ、1962年 - ）は、日本の歴史学者。専攻は東洋史。大正大学学長補佐。大正大学文学部歴史学科教授。博士（文学）（大正大学大学院　文学研究科）。専門は中国古代史であり、特に春秋戦国時代を研究している。

## 来歴
新潟県生まれ。1984年、国士舘大学文学部史学地理学科東洋史専攻卒業。1986年、大正大学大学院文学研究科史学専攻修士課程修了。1989年、大正大学大学院文学研究科史学専攻博士課程修了。博士論文は「春秋時代軍事外交研究」である。1993年から2004年の間に国士舘大学や大正大学で非常勤講師を務め、2003年から大正大学文学部歴史文化学科の助教授、2007年から同学科の准教授となる。2008年から同学科（現歴史学科）の教授となり現職。2015年から2019年の間大正大学文学部長を務め、2019年からは大正大学学長補佐として現職。
2025年度から、大正大学で唯一東洋史を扱う教授となっている。

## 人物
高校野球の観戦が趣味であるが、町田市に住んでいることから、サッカークラブのFC町田ゼルビアのファンでもある。

## 担当科目
- 応用研究Ａ（大正大学　文学部歴史学科）
- 応用研究Ｂ（大正大学　文学部歴史学科）
- 基礎資料学（大正大学　文学部歴史学科）
- 専門演習Ａ（大正大学　文学部歴史学科）
- 専門演習Ｂ（大正大学　文学部歴史学科）
- 東洋史概説（大正大学　文学部歴史学科）
- 東洋史テーマ研究Ａ（大正大学　文学部歴史学科）
- 東洋文化史（大正大学　文学部歴史学科）
- 東洋文献講読Ａ（大正大学　文学部歴史学科）
- 歴史基礎ゼミナールI（大正大学　文学部歴史学科）
- 歴史基礎ゼミナールⅡ（大正大学　文学部歴史学科）
- 歴史基礎ゼミナールⅢ（大正大学　文学部歴史学科）
- 歴史基礎ゼミナールⅣ（大正大学　文学部歴史学科）
- 地域プロジェクトⅠ（巣鴨を学融合する）（大正大学　全学部共通）
- 人間の探究Ⅰ(歴史する人間-中国古代／記録／認識)（大正大学　全学部共通）
- 人間の探究Ⅱ(歴史する人間-中国古代／記録／認識)（大正大学　全学部共通）
- 人間の探究Ⅲ(歴史する人間-中国古代／記録／認識)（大正大学　全学部共通）
- ＭＤ東洋史特論Ａ（大正大学大学院　文学研究科史学専攻）
- ＭＤ東洋史特論Ｂ（大正大学大学院　文学研究科史学専攻）

## 所属
- 東洋史研究会
- 東方学会

## 著作
- 『春秋時代の軍事と外交』（汲古書院　2015年）ISBN 978-4-7629-6020-8